# Jean Sobieski
Jean André Sobieski (* 15. November 1937 in Cannes) ist ein französischer Schauspieler und Maler.

## Leben
Sobieski war von 1963 bis zu Beginn der 1970er Jahre in rund fünfzehn Filmen als Schauspieler in französischen und italienischen Genrefilmen, von Kriminalfilmen bis zu Italowestern wie Einladung zum Totentanz, als eleganter, selbstbewusst auftretender jugendlicher Held zu sehen; danach wandte er sich der Malerei zu. Er hatte in den 1960er Jahren die Akademie der Schönen Künste der Sorbonne besucht, sich später in den Vereinigten Staaten aufgehalten und sagt, seine Bilder „reflektierten die verschiedenen Seiten seines Lebens.“
Er war einige Zeit mit der Sängerin Dalida liiert und heiratete 1966 Olga Georges-Picot. Die Ehe hielt zwei Jahre. Aus seiner späteren Ehe mit der Filmproduzentin Elizabeth Sobieski hat er zwei Kinder, die im Filmgeschäft tätig sind, so auch Leelee Sobieski.

## Filmografie (Auswahl)
- 1963: Das Mädchen Ariane (Strip-tease)
- 1964: Die Sadisten (Les chiens dans la nuit)
- 1967: Die Falle (La morte ha fatto l´uovo)
- 1968: Einladung zum Totentanz (…E venne il tempo di uccidere)
- 1969: Der Kommissar und sein Lockvogel (Dernier domicile connu)
- 1969: Nackt über Leichen (Una sull'altra)